# Кузьмич, Артур Дмитриевич
Артур Дмитриевич Кузьмич (бел. Артур Дзмітрыевіч Кузьміч; род. 14 января 2003, Минск) — белорусский футболист, полузащитник клуба «Минск».

## Карьера

### «Минск»
Воспитанник футбольного клуба «Минск», за который начал выступать в юношеском возрасте. В 2019 году стал выступать в дублирующем составе клуба. Впервые стал попадать в заявку клуба на игры с основной командой в конце сезона 2021 года. Дебютировал за клуб 28 ноября 2021 года в матче против «Сморгони», выйдя на замену в начале второго тайма.

#### Аренда в «Волну» Пинск
В июле 2022 года отправился в аренду в пинскую «Волну». Дебютировал за клуб 17 июля 2022 года в матче против «Орши», выйдя на замену на 70 минуте. В декабре 2022 года покинул клуб. Сам футболист быстро закрепился в основной команде клуба, выйдя на поле за сезон в 9 матчах, чередуя игры в стартовом составе и со скамейки запасных.

#### Аренда в «Макслайн»
В марте 2023 года футболист на правах арендного соглашения отправился в витебский «Макслайн». Дебютировал за клуб 22 апреля 2023 года в матче против «Молодечно-2018», выйдя на поле в стартовом составе. Дебютный гол за клуб забил 23 сентября 2023 года в матче против гомельского «Бумпрома». На протяжении всего сезона футболист был одним из основных игроком клуба, отличившись 2 забитыми голами и 3 результативными передачами. По итогу сезона вместе с клубом занял итоговое пятое место в чемпионате. По окончании срока арендного соглашения покинул клуб.

#### Сезон 2024
Новый сезон за «Минск» футболист начал 3 марта 2024 года с четвертьфинального матча Кубка Беларуси против гродненского «Немана».

## Международная карьера
В октябре 2019 года был вызван в юношескую сборную Беларуси до 17 лет для участия в квалификационных матчах на юношеский чемпионат Европы до 17 лет. Сам турнир просидел на лавке запасных. В январе 2020 года футболист вместе со сборной отправился выступать на Кубок Развития. Дебютировал за сборную в матче 19 января 2020 года против сборной Узбекистана. В финале турнира футболист вместе со сборной одержал победу в серии пенальти против Таджикистана.
В августе 2021 года был вызван в юношескую сборную Беларуси до 19 лет. Дебютировал за сборную 3 сентября 2021 года в товарищеском матче против юношеской сборной России до 18 лет.

## Достижения
Сборные
Беларусь (до 17)
- Обладатель Кубка Развития: 2020